# Titularbistum Stagnum
Stagnum (ital.: Stagno) ist ein Titularbistum der römisch-katholischen Kirche. 
Es geht zurück auf ein früheres Bistum in der römischen Provinz Dalmatia bzw. Dalmatia Inferior in der Stadt Ston, das der Kirchenprovinz Salona zugeordnet war.
| Titularbischöfe von Stagnum |                              |                                              |                   |                |
| Nr.                         | Name                         | Amt                                          | von               | bis            |
| 1                           | Felixberto Camacho Flores    | Apostolischer Administrator von Agaña (Guam) | 5. Februar 1970   | 24. April 1971 |
| 2                           | John George Vlazny           | Weihbischof in Chicago (USA)                 | 18. Oktober 1983  | 19. Mai 1987   |
| 3                           | Curtis John Guillory SVD     | Weihbischof in Galveston-Houston (USA)       | 29. Dezember 1987 | 2. Juni 2000   |
| 4                           | Jorge Iván Castaño Rubio CMF | Weihbischof in Medellín (Kolumbien)          | 16. Februar 2001  | 2. Mai 2025    |